# وزارت آموزش عالی و فناوری آلبرتا
وزارت آموزش عالی و فناوری آلبرتا (انگلیسی: Alberta Advanced Education and Technology) مسولیت تمام موسسات و دانشگاه های آلبرتا کانادا
را بعهده دارد.